# Yvonne P. Doderer
Yvonne P. Doderer (* 1959) ist eine deutsche Architektin und Hochschullehrerin.

## Leben
Yvonne P. Doderer betreibt das Büro für transdisziplinäre Forschung und Kulturproduktion und ist Professorin für Gender & Cultural Studies an der Hochschule Düsseldorf.
Ihre Arbeit als Wissenschaftlerin, Autorin und Künstlerin bewegt sich an den Schnittstellen von Raum-, Stadt- und Kulturtheorie, Geschlechterforschung und Gegenwartskunst.
Doderer studierte Architektur an der Universität Stuttgart und promovierte mit Auszeichnung zur Doktorin der Politik an der Technischen Universität Dortmund. Sie lehrte an verschiedenen Hochschulen und war Gastprofessorin im Visual Arts Program des Massachusetts Institute of Technology (MIT) in Cambridge (USA).
Neben Ausstellungsbeteiligungen liegt ihr Schwerpunkt im internationalen Kunstbetrieb auf Workshops und Vorträgen (u. a. NTU Centre for Contemporary Art Singapore, Württembergischer Kunstverein in Stuttgart, Kunstverein Düsseldorf, Center for Icelandic Art in Reykjavík, SITAC VI, Sexto Simposio Internacional de Teoría sobre Arte Contemporáneo in Mexiko-Stadt, Liverpool Biennial Festival of Contemporary Art 2006, Armenian Centre for Contemporary Experimental Art in Jerewan).

## Schriften
- Shining Cities. Gender Relations and Other Issues in Urban Development of the Twenty-First-Century. www.shiningcities.net, ISBN 978-3-00-055018-8.
- Glänzende Städte. Geschlechter- und andere Verhältnisse in Stadtentwürfen für das 21. Jahrhundert. Verlag Silke Schreiber, München 2016, ISBN 978-3-88960-161-2.
- Rote Rosen statt Zerstörung. Frauen im Widerstand gegen Stuttgart 21. Württembergischer Kunstverein Stuttgart, Stuttgart 2013, ISBN 978-3-930693-31-3.
- Räume des Politischen. Dimensionen des Städtischen. Münster 2013, ISBN 978-3-86991-903-4.
- Doing Beyond Gender. Interviews zu Positionen und Praxen in Kunst, Kultur und Medien. Münster 2008, ISBN 978-3-86582-633-6.
- Urbane Praktiken. Strategien und Raumproduktionen feministischer Frauenöffentlichkeit. Münster 2003, ISBN 3-936600-79-1.